# موزه ملی اسکاتلند
موزه ملی اسکاتلند، در شهر ادینبرا، اسکاتلند، با ادغام موزه جدید اسکاتلند، با مجموعه‌هایی که به آثار باستانی، فرهنگ و تاریخ اسکاتلند مربوط می‌شد، و موزه سلطنتی (بنابراین دوباره در سال ۱۹۹۵ نامگذاری شد) مجاور، با مجموعه‌هایی در مورد علم و تکنولوژی، تاریخ طبیعی و فرهنگ جهان، در سال ۲۰۰۶ شکل گرفت. دو ساختمان مرتبط در خیابان چمبرز در کنار چهارراه پل جرج ششم در مرکز ادینبرا در کنار یکدیگر ایستاده‌اند. موزه بخشی از موزه ملی اسکاتلند است. بازدید از آن رایگان است.
دو ساختمان ویژگی‌های متمایزی دارند:موزه اسکاتلند که در سال ۱۹۹۸ افتتاح شده‌است در یک ساختمان مدرن قرار دارد، در حالی که ساختمان موزه سلطنتی سابق که در سال ۱۸۶۱ شروع و بخشی از آن در سال ۱۸۶۶ افتتاح شده‌است، نمای ساختمان به سبک رنسانس ونیزی دوره ویکتوریا و یک تالار مرکزی بزرگ از چدن است که ارتفاع کامل ساختمان را افزایش می‌دهد. این ساختمان به‌طور اساسی بازسازی شده و در تاریخ ۲۹ ژوئیه ۲۰۱۱ پس از سه سال دوباره باز شد، پروژه ۴۷ میلیون پوندی تعمیر و گسترش ساختمان توسط معمار اسکاتلندی گرت هوسکینز و طراحی مجدد نمایشگاه‌ها توسط همکاران مؤسسه رالف اپل‌باوم انجام شد.